# Lista de prêmios e indicações recebidos por Aretha Franklin
Ao longo de sua extensa carreira artística, a cantora estadunidense Aretha Franklin recebeu e foi nomeada a inúmeras premiações estadunidenses e estrangeiras em reconhecimento, especialmente, às suas habilidades vocais e a qualidade técnica e estética das obras lançadas em sua carreira. Paralelamente, Franklin também foi diversas vezes homenageada por seu envolvimento em ações sociais, humanitárias e filantrópicas e em reconhecimento ao seu duradouro impacto na história da música afro-americana.
Franklin esteve contato com a música desde sua infância por influência de seu pai, o Reverendo C. L. Franklin, e amigos próximos. No entanto, a cantora deu início à sua carreira profissional em meados da década de 1950 ao emergir principalmente como uma voz da música gospel e do rhythm and blues. Na década de 1960, Franklin assinou contrato com a Atlantic Records e, sob a direção de Clive Davis, emplacou diversos sucessos das paradas musicais, dentre os quais "Respect", "Chain of Fools" e "(You Make Me Feel Like) A Natural Woman". Em 1968, com a repercussão positiva de "Respect", Franklin foi indicada pela primeira vez aos Prêmios Grammy nas categorias Melhor Performance Feminina de Rhythm and Blues, Melhor Gravação de Rhythm and Blues e Melhor Performance Vocal Feminina, sendo vencedora nestas duas primeiras. Ainda no mesmo ano, Franklin foi indicada na categoria de Melhor Performance Vocal Solo Contemporânea por sua gravação de "(You Make Me Feel Like) A Natural Woman". No ano seguinte, Franklin regravou a canção "I Say a Little Prayer" para o seu segundo álbum de estúdio, Aretha Now (1968), e foi indicada ao Prêmio Grammy de Melhor Performance Vocal Feminina de Pop. Em 1970, Franklin lançou o álbum The Girl's in Love with You contendo diversas regravações de sucessos de outros artistas, como a canção "Share Your Love With Me", pela qual venceu o Prêmio Grammy de Melhor Performance Vocal Feminina de R&B. Nos três anos seguintes, Franklin seria vencedora desta mesma categoria com as canções "Don't Play That Song" e "Bridge over Troubled Water" e o álbum Young, Gifted and Black.

## Prêmios e indicações

### Prêmios Grammy
Os "Prêmios GRAMMY" ("The GRAMMY Awards") foram fundados em 1959 pela Academia da Gravação dos Estados Unidos (The Recording Academy), uma organização não-governamental composta por musicistas e companhias fonográficas, e destina-se a reconhecer a excelência em performances e produções técnicas e artísticas da indústria musical estadunidense.
| Ano  | Categoria                                                 | Indicado/Obra                                                        | Resultado | Ref.          |
| ---- | --------------------------------------------------------- | -------------------------------------------------------------------- | --------- | ------------- |
| 1968 | Melhor Performance Feminina de Rhythm and Blues           | "Respect"                                                            | Venceu    | [ 15 ]        |
| 1968 | Melhor Gravação de Rhythm & Blues                         | "Respect"                                                            | Venceu    | [ 15 ]        |
| 1968 | Melhor Performance Vocal Feminina                         | "Respect"                                                            | Indicada  | [ 15 ]        |
| 1968 | Melhor Performance Contemporânea Feminina                 | "(You Make Me Feel Like) A Natural Woman"                            | Indicada  | [ 15 ]        |
| 1969 | Melhor Performance Vocal Feminina                         | "I Say a Little Prayer"                                              | Indicada  | [ 16 ]        |
| 1969 | Melhor Performance Feminina de Rhythm and Blues           | "Chain of Fools"                                                     | Venceu    | [ 16 ]        |
| 1970 | Melhor Performance Feminina de R&B                        | "Share Your Love with Me"                                            | Venceu    | [ 17 ]        |
| 1971 | Melhor Performance Feminina de R&B                        | "Don't Play That Song"                                               | Venceu    | [ 18 ]        |
| 1972 | Melhor Performance Feminina de R&B                        | "Bridge over Troubled Water"                                         | Venceu    | [ 19 ]        |
| 1973 | Melhor Performance Feminina de R&B                        | Young, Gifted and Black                                              | Venceu    | [ 20 ]        |
| 1973 | Melhor Performance de Soul ou Gospel                      | Amazing Grace                                                        | Venceu    | [ 20 ]        |
| 1973 | Melhor Performance de Soul ou Gospel                      | "Precious Memories"                                                  | Indicada  | [ 20 ]        |
| 1973 | Melhor Performance Vocal Feminina                         | "Day Dreaming"                                                       | Indicada  | [ 20 ]        |
| 1974 | Melhor Performance Feminina de R&B                        | "Master of Eyes"                                                     | Venceu    | [ 21 ] [ 22 ] |
| 1975 | Melhor Performance Feminina de R&B                        | "Ain't Nothing like the Real Thing"                                  | Venceu    | [ 23 ]        |
| 1977 | Melhor Performance Feminina de R&B                        | "Something He Can Feel"                                              | Indicada  | [ 24 ]        |
| 1978 | Melhor Performance Feminina de R&B                        | "Break It to Me Gently"                                              | Indicada  | [ 25 ]        |
| 1979 | Melhor Performance Feminina de R&B                        | Almighty Fire                                                        | Indicada  | [ 26 ]        |
| 1981 | Melhor Performance Feminina de R&B                        | "Can't Turn You Loose"                                               | Indicada  | [ 27 ]        |
| 1982 | Melhor Performance Feminina de R&B                        | "Hold On I'm Comin'"                                                 | Venceu    | [ 28 ]        |
| 1983 | Melhor Performance Feminina de R&B                        | Jump to It                                                           | Indicada  | [ 29 ]        |
| 1984 | Melhor Performance Feminina de R&B                        | Get It Right                                                         | Indicada  | [ 30 ]        |
| 1986 | Melhor Performance Feminina de R&B                        | "Freeway of Love"                                                    | Venceu    | [ 31 ]        |
| 1986 | Melhor Performance de R&B por Dupla ou Grupo com Vocais   | "Sisters Are Doin' It for Themselves" (com Eurythmics)               | Indicada  | [ 31 ]        |
| 1987 | Melhor Performance Feminina de R&B                        | "Jumpin' Jack Flash"                                                 | Indicada  | [ 32 ] [ 33 ] |
| 1988 | Melhor Performance Feminina de R&B                        | Aretha                                                               | Venceu    | [ 34 ]        |
| 1988 | Melhor Performance de R&B por Dupla ou Grupo com Vocais   | "I Knew You Were Waiting (For Me)" (com George Michael)              | Venceu    | [ 34 ]        |
| 1989 | Melhor Performance Soul Gospel Feminina                   | One Lord, One Faith, One Baptism                                     | Venceu    | [ 35 ]        |
| 1989 | Melhor Performance Soul Gospel por um Duo ou Grupo, Coral | "Oh Happy Day"                                                       | Indicada  | [ 35 ]        |
| 1990 | Melhor Performance Feminina de R&B                        | Through the Storm                                                    | Indicada  | [ 36 ]        |
| 1990 | Melhor Performance de R&B por Dupla ou Grupo com Vocais   | "Gimme Your Love" (com James Brown)                                  | Indicada  | [ 36 ]        |
| 1990 | Melhor Performance de R&B por Dupla ou Grupo com Vocais   | "It Isn't, It Wasn't, It Ain't Never Gonna Be" (com Whitney Houston) | Indicada  | [ 36 ]        |
| 1991 | Grammy Legend Award                                       | Grammy Legend Award                                                  | Venceu    | [ 37 ]        |
| 1992 | Melhor Performance Feminina de R&B                        | What You See Is What You Sweat                                       | Indicada  | [ 38 ]        |
| 1992 | Melhor Performance de R&B por Dupla ou Grupo com Vocais   | "Doctor's Orders" (com Luther Vandross)                              | Indicada  |               |
| 1994 | Prêmio Grammy de Contribuição em Vida                     | Prêmio Grammy de Contribuição em Vida                                | Venceu    | [ 39 ]        |
| 1994 | Melhor Performance Feminina de R&B                        | "Someday We'll All Be Free"                                          | Indicada  | [ 40 ]        |
| 1995 | Melhor Performance Feminina de R&B                        | "A Deeper Love"                                                      | Indicada  | [ 41 ]        |
| 1999 | Melhor Performance Feminina de R&B                        | "A Rose Is Still a Rose"                                             | Indicada  | [ 42 ]        |
| 1999 | Melhor Álbum de R&B                                       | A Rose Is Still a Rose                                               | Indicada  | [ 42 ]        |
| 2000 | Melhor Performance de R&B por Dupla ou Grupo com Vocais   | "Don't Waste Your Time" (com Mary J. Blige)                          | Indicada  | [ 43 ]        |
| 2004 | Melhor Álbum de R&B                                       | So Damn Happy                                                        | Indicada  | [ 44 ]        |
| 2004 | Melhor Performance de R&B Tradicional                     | "Wonderful"                                                          | Venceu    | [ 44 ]        |
| 2006 | Melhor Performance de R&B Tradicional                     | "A House Is Not a Home"                                              | Venceu    | [ 45 ] [ 46 ] |
| 2008 | Melhor Performance de Música Cristã Contemporânea         | "Never Gonna Break My Faith" (com Mary J. Blige)                     | Venceu    | [ 47 ]        |
| 2008 | Pessoa do Ano MusiCares                                   | Pessoa do Ano MusiCares                                              | Venceu    | [ 48 ]        |
| 2011 | Melhor Performance de R&B por Dupla ou Grupo com Vocais   | "You've Got a Friend" (com Ronald Isley)                             | Indicada  | [ 49 ]        |

### Globo de Ouro
O "Globo de Ouro" ("Golden Globe Awards") é uma das mais aclamadas cerimônias de premiações dos Estados Unidos, através do qual a Associação de Imprensa Estrangeira de Hollywood reconhece anualmente o nível técnico e performático em produções musicais, cinematográficas e televisivas nos gêneros Drama, Comédia e Musical.
| Ano  | Categoria              | Indicado/Obra                | Resultado | Ref.   |
| ---- | ---------------------- | ---------------------------- | --------- | ------ |
| 2007 | Melhor Canção Original | "Never Gonna Break My Faith" | Indicada  | [ 51 ] |

### Prêmios MTV Video Music
O "Prêmio MTV Video Music" ("MTV Video Music Awards") é apresentado anualmente pela emissora estadunidense MTV desde 1984 e reconhece os destaques em produção, performance e composição de obras musicais e vídeos musicais. A premiação foi concebida originalmente como um reconhecimento de performance e produção de vídeos musicais em alternativa aos Prêmios Grammy e, desde 2001, seus vencedores são votados pelo público.
| Ano  | Categoria                | Indicado/Obra        | Resultado | Ref.   |
| ---- | ------------------------ | -------------------- | --------- | ------ |
| 1986 | Melhor Vídeo Feminino    | "Freeway of Love"    | Indicada  | [ 55 ] |
| 1987 | Melhor Vídeo de um Filme | "Jumpin' Jack Flash" | Indicada  | [ 56 ] |

### Prêmios NAACP Image
O Prêmio NAACP Image é uma das mais duradouras cerimônias de premiação estadunidenses, tendo sido fundado em 1967 pela Associação Nacional para o Progresso de Pessoas de Cor (NAACP) para reconhecer o destacado trabalho de afro-americanos nos campos da música, cinema, televisão e literatura que tenham impactado positivamente a cultura afro-americana por gerações.
| Ano  | Categoria                | Indicado/Obra                       | Resultado | Ref.          |
| ---- | ------------------------ | ----------------------------------- | --------- | ------------- |
| 1983 | Melhor Artista Feminina  | Aretha Franklin                     | Venceu    | [ 60 ]        |
| 1987 | Melhor Artista Feminina  | Aretha Franklin                     | Venceu    | [ 61 ]        |
| 1989 | Melhor Artista Feminina  | Aretha Franklin                     | Indicada  | [ 62 ]        |
| 1994 | Melhor Artista Feminina  | Aretha Franklin                     | Indicada  | [ 63 ]        |
| 1997 | NAACP Image Hall of Fame | Aretha Franklin                     | Venceu    | [ 64 ]        |
| 1999 | Melhor Canção            | "A Rose Is Still a Rose"            | Indicada  | [ 65 ]        |
| 1999 | Melhor Vídeo Musical     | "A Rose Is Still a Rose"            | Indicada  | [ 65 ]        |
| 1999 | Melhor Artista Feminina  | Aretha Franklin                     | Indicada  | [ 65 ]        |
| 2004 | Melhor Artista Feminina  | Aretha Franklin                     | Indicada  | [ 66 ]        |
| 2008 | Melhor Artista Feminina  | Aretha Franklin                     | Indicada  | [ 67 ]        |
| 2008 | NAACP Image Vanguard     | Aretha Franklin                     | Venceu    | [ 67 ]        |
| 2008 | Melhor Dupla ou Grupo    | "Put You Up on Game" (com Fantasia) | Indicada  | [ 67 ]        |
| 2015 | Melhor Álbum             | Sings the Great Diva Classics       | Venceu    | [ 68 ] [ 69 ] |

### Prêmios Soul Train Music
O Prêmio Soul Train Music ("Soul Train Music Awards") foi estabelecido em 1987 e tem como finalidade principal reconhecer e homenagear os destacados trabalhos de artistas musicais afro-americanos por suas performances ou qualidade técnica e vocal de suas obras nos gêneros soul, R&B, gospel, jazz e hip hop. A premiação é apresentada anualmente pela emissora BET em parceria com os produtores do programa musical Soul Train.
| Ano  | Categoria                         | Indicado/Obra | Resultado | Ref.   |
| ---- | --------------------------------- | ------------- | --------- | ------ |
| 2004 | Melhor Álbum Feminino de R&B/Soul | So Damn Happy | Indicada  | [ 73 ] |

## Honrarias e homenagens
| Ano  | Honraria/Prêmio                                 | Honraria/Prêmio                   | Resultado | Nota(s) |
| ---- | ----------------------------------------------- | --------------------------------- | --------- | --- |
| 1979 | Estrela na Calçada da Fama (Gravação)           | Estrela na Calçada da Fama        | Incluída  | A Calçada da Fama de Hollywood foi idealizada pela Câmara de Comércio de Hollywood na década de 1960 como uma forma de reconhecer os méritos de artistas estadunidenses no cinema, televisão e música. Franklin recebeu sua estrela na calçada da fama em 29 de agosto de 1979 em reconhecimento ao seu duradouro impacto na história da música afro-americana.                                                    |
| 1987 | Logotipo do Rock and Roll Hall of Fame & Museum | Hall da Fama do Rock and Roll     | Incluída  | O Rock and Roll Hall of Fame & Museum é um museu da história da música localizado em Cleveland, Ohio e que, desde 1986, mantém uma lista simbólica de artistas renomados cujas contribuições são duradouras e respeitadas para a música estadunidense. Franklin foi eleita e empossada em 1987, tornando-se a primeira artista feminina e a nona artista afro-americana a integrar o seleto grupo de homenageados. |
| 1994 | Barreta do Prêmio Kennedy                       | Honra Kennedy Center              | Agraciada | O Kennedy Center Honorees são uma prestigiosa premiação concedida pelo Centro Kennedy de Artes Cênicas, situado em Washington, D.C., por contribuições duradouras para a cultura norte-americana em artes performáticas. Franklin foi homenageada em 1994 juntamente com Kirk Douglas, Morton Gould, Harold Prince e Pete Seeger, sendo a mais jovem pessoa a receber tal honraria até aquela edição.              |
| 1999 | Barreta da Medalha Nacional das Artes           | Medalha Nacional das Artes        | Agraciada | A Medalha Nacional de Artes (National Medal of Arts) é uma honraria estabelecida pelo Congresso dos Estados Unidos em 1984 para reconhecer notáveis contribuições de artistas estadunidenses à "excelência, crescimento, apoio e promoção das artes" no país. Franklin recebeu a medalha de Bill Clinton em 1999.                                                                                                  |
| 2005 | Barreta da Medalha Presidencial da Liberdade    | Medalha Presidencial da Liberdade | Agraciada | A Medalha Presidencial da Liberdade (Presidential Medal of Freedom) é uma condecoração estabelecida em 1963 e outorgada pelo Presidente dos Estados Unidos em reconhecimento a contribuições meritórias à cultura e questões de interesses nacional, sendo a mais alta honraria acessível a um civil estadunidense. Franklin recebeu esta honraria em 2005 de George W. Bush.                                      |